# دستور ليختنشتاين
صدر دستور ليختنشتاين بتاريخ 5 أكتوبر عام 1921، واستبدل دستور عام 1862. ووافق عليه يوهان الثاني أمير ليختنشتاين، وأرسى الدستور أسس حكم ديمقراطي برلماني ممزوج بالملكية الدستورية، بالإضافة إلى إتاحة إجراء استفتاءات على قرارات البرلمان. كما ألغى المقاعد الثلاثة في البرلمان التي يعينها الأمير وخفضت السن القانوني للتصويت من 24 ليصبح 21 عاماً.

## الفصول
يتألف الدستور من اثنتا عشر فصلاً:
- الفصل الأول: الإمارة
- الفصل الثاني الأمير الحاكم
- الفصل الثالث: مسؤوليات الدولة
- الفصل الرابع: الحقوق والواجبات العامة لمواطني ليختنشتاين
- الفصل الخامس: البرلمان
- الفصل السادس: اللجنة الوطنية
- الفصل السابع: الحكومة
- الفصل الثامن: المحاكم
  - (A). الأحكام العامة
  - (B). المحاكم العادية
  - (C). المحكمة الإدارية
  - (D). المحكمة الدستورية
- الفصل التاسع: الهيئات الإدارية وموظفي الدولة
- الفصل العاشر: البلديات
- الفصل الحادي عشر: التعديلات الدستورية والتفسير
- الفصل الثاني عشر: البنود الأخيرة

## التعديلات
جرى تعديل الدستور عدة مرات ومنها:
- 1939: المادة 49، الفقرة 4 أدخلت (تسمح ببدائل لأعضاء البرلمان غير القادرين على الحضور)، المادة 53 عدلت.
- 1947: المادة 48، الفقرتان 2 و 3 والمادة 64 الفقرات 2 و 4 عدلت.
- 1958: المادة 47، الفقرة 1 و المادة 59 عدلت.
- 1972: المادة 16، الفقرتان 6 و 7 ألغيت. المادة 17، الفقرة 1 عدلت.
- 1973: المادة 46، الفقرة 3 أدخلت وضع العتبة الانتخابية عند 8%. تمت الموافقة عليها عبر إجراء استفتاء.
- 1982: المادة 61 عدلت
- 1984: المادة 48، الفقرتان 2 و 3 والمادة 64 الفقرتان 2 و 4 عدلت.
- 1988: المادة 46، الفقرة 1 عدلت لتزيد من عدد أعضاء البرلمان من 15 ليصبح 25. تمت الموافقة عليها عبر إجراء استفتاء.
- 1989: المادة 52، الفقرة 2 ألغيت. المادة (63bis) أدخلت.
- 1992: المادة 31، الفقرة 2 و 3 عدلت.
- 1994: المادة 46، الفقرة 2 عدلت وصححت.
- 1997: المادة 46، الفقرة 4 عدلت، الفقرة 5 أدخلت، المادة 47 الفقرة 2 ألغيت. المادة رقم 63 أدخلت.
- 2000: المادة 29, الفقرة 2 حول المواطنة عدلت. تمت الموافقة عليها عبر إجراء استفتاء.
- 2003: المادة 1، 3، 4، 7 (الفقرة 2)، 10، 11، 13، (13bis), 13ter), 51, (62f), (62g), 63) (الفقرتان 1 و 2) جميعها عدلت. المادة (62h) أدخلت. المادة 63، الفقرة 3 ألغيت. تمت الموافقة عليها عبر إجراء استفتاء.

## وصلات خارجية
- النص الكامل للدستور (بالإنجليزية)